# 시부시촌
시부시촌(志布志村)은 일본 가고시마현 미나미모로카타군에 설치되었던 촌이다. 현재의 시부시시·소오시의 일부에 해당한다.